# Luis Quinteiro Fiuza
Luis Quinterio Fiuza (Vila de Cruces, 26 giugno 1947) è un vescovo cattolico spagnolo, dal 25 maggio 2024 vescovo emerito di Tui-Vigo.

## Biografia
Luis Quinterio Fiuza è nato a Vila de Cruces, nella Galizia, il 26 giugno 1947 da genitori artigiani.

### Formazione e ministero sacerdotale
Ha compiuto gli studi ecclesiastici nel seminario diocesano di Santiago di Compostela. Nel 1970 ha conseguito la laurea in sacra teologia presso la Pontificia Università di Comillas a Madrid. Nel 1981 ha frequentato i corsi presso la Hoschschule für Philosophie di Monaco di Baviera. Nel 1986 ha conseguito il dottorato summa cum laude in teologia presso la Pontificia Università Gregoriana a Roma con una tesi sul realismo trascendentale.
Il 27 giugno 1971 è stato ordinato presbitero per l'arcidiocesi di Santiago di Compostela dal cardinale Fernando Quiroga y Palacios. In seguito è stato vicario coadiutore della parrocchia di San Giacomo Apostolo, direttore del collegio universitario "El Burgo de las Naciones" e cappellano della residenza universitaria del Pio istituto calasanziano dal 1972 al 1974 e professore e formatore del seminario minore "Assunzione" di Santiago di Compostela dal 1974 al 1978. Nel 1978 è stato inviato a Roma per studi. Lì si è specializzato in filosofia contemporanea e ha tenuto numerosi corsi e seminari sullo studio del pensiero di Karl Marx. È tornato in patria prima di completare gli studi per il dottorato. In seguito è stato responsabile della parrocchia di Santa Maria a Miño dal 1983 al 1988; presidente del Dipartimento di Filosofia dell'Istituto Teologico di Santiago di Compostela dal 1983 al 1999; amministratore parrocchiale di Cumeiro, San Pedro, Besejos e San Félix nel 1988; direttore del Centro di formazione teologica per i laici dal 1990 al 1999; direttore dell'Istituto teologico di Santiago di Compostela dal 1991 al 1999 e rettore del seminario maggiore di Santiago de Compostela dal 1997 al 1999.

### Ministero episcopale
Il 23 aprile 1999 papa Giovanni Paolo II lo ha nominato vescovo ausiliare di Santiago di Compostela e titolare di Fuerteventura. Ha ricevuto l'ordinazione episcopale il 19 luglio successivo dall'arcivescovo metropolita di Santiago di Compostela Julián Barrio Barrio, co-consacranti i cardinali Antonio María Rouco Varela, arcivescovo metropolita di Madrid, e Ángel Suquía Goicoechea, arcivescovo emerito della stessa arcidiocesi.
Il 3 agosto 2002 lo stesso pontefice lo ha nominato vescovo di Orense. Ha preso possesso della diocesi il 22 settembre successivo.
Il 28 gennaio 2010 papa Benedetto XVI lo ha nominato vescovo di Tui-Vigo. Ha preso possesso della diocesi il 24 aprile successivo.
Nel marzo del 2014 ha compiuto la visita ad limina.
Il 25 maggio 2024 papa Francesco ha accolto la sua rinuncia, presentata per raggiunti limiti di età, al governo pastorale della diocesi di Tui-Vigo; gli è succeduto Antonio José Valín Valdés, fino ad allora vicario generale di Mondoñedo-Ferrol.
In seno alla Conferenza episcopale spagnola è membro della commissione per la dottrina della fede e della commissione per la pastorale sociale e la promozione umana dal marzo del 2020 ed è il vescovo promotore dell'apostolato del mare. In precedenza è stato membro delle commissioni per le migrazioni e la dottrina della fede dal 2002 e presidente ad interim della commissione per le migrazioni dal giugno del 2019, dopo la morte del vescovo Juan Antonio Menéndez Fernández, al marzo del 2020.

## Genealogia episcopale
La genealogia episcopale è:
- Cardinale Scipione Rebiba
- Cardinale Giulio Antonio Santori
- Cardinale Girolamo Bernerio, O.P.
- Arcivescovo Galeazzo Sanvitale
- Cardinale Ludovico Ludovisi
- Cardinale Luigi Caetani
- Cardinale Ulderico Carpegna
- Cardinale Paluzzo Paluzzi Altieri degli Albertoni
- Papa Benedetto XIII
- Papa Benedetto XIV
- Papa Clemente XIII
- Cardinale Marcantonio Colonna
- Cardinale Giacinto Sigismondo Gerdil, B.
- Cardinale Giulio Maria della Somaglia
- Cardinale Carlo Odescalchi, S.I.
- Cardinale Costantino Patrizi Naro
- Cardinale Serafino Vannutelli
- Cardinale Domenico Serafini, Cong. Subl. O.S.B.
- Cardinale Pietro Fumasoni Biondi
- Cardinale Antonio Riberi
- Cardinale Ángel Suquía Goicoechea
- Cardinale Antonio María Rouco Varela
- Arcivescovo Julián Barrio Barrio
- Vescovo Luis Quinterio Fiuza